# Operazione manifesti cinesi
L'operazione manifesti cinesi fu una campagna di disinformazione contro il Partito Comunista Italiano, apparentemente proveniente da esponenti interni al partito stesso, ma in realtà promossa dall'Ufficio Affari Riservati del Ministero dell'interno italiano, diretto da Federico Umberto D'Amato con la collaborazione del direttore del periodico di Il Borghese, Mario Tedeschi, che diede l'incarico di affiggere i "manifesti cinesi" a Stefano Delle Chiaie del movimento neofascista di Avanguardia Nazionale (AN).

## Storia
L'operazione, durata per tutta la seconda metà degli anni sessanta, consisteva nell'affissione illegale di manifesti che criticavano la linea filo-sovietica del Partito Comunista Italiano contrapposta a quella filo-cinese. I manifesti erano attribuiti a piccole formazioni marxiste-leniniste come il Partito Comunista marxista-leninista. L'operazione fu in realtà ideata dall'Ufficio Affari Riservati (UAR), coordinata dal direttore de Il Borghese Mario Tedeschi e materialmente eseguita da militanti di Avanguardia Nazionale (AN) ed altre formazioni neofasciste.
Le principali affissioni avvennero a Roma, Milano, Mestre (ad opera di Martino Siciliano, Delfo Zorzi e Paolo Molin), Venezia, Padova. Questo con un duplice scopo: fomentare divisioni all'interno della sinistra e impaurire l'opinione pubblica di fronte all'esistenza di tali gruppi estremisti. L'operazione è inseribile nel contesto internazionale dell'operazione Chaos, un piano della CIA elaborato nel 1967 dal direttore del controspionaggio James Angleton su ordine dell'amministrazione Johnson, ripresa nell'opuscolo Notre action politique pubblicato dall'Aginter Press. Secondo alcuni storici, costituirebbe la prima fase della strategia della tensione.
Il tentativo di creare una scissione per indebolire un partito istituzionale non rimase isolato. Negli anni successivi, sempre a opera di elementi legati all'eversione neofascista ed alla P2, si ripeté con la Democrazia Cristiana (con il tentativo di creare un Nuovo Partito Popolare) e con il Movimento Sociale Italiano (con la fondazione di Democrazia Nazionale da parte dello stesso Mario Tedeschi).